# Badusa corymbifera
Badusa corymbifera är en måreväxtart som först beskrevs av Johann Georg Adam Forster, och fick sitt nu gällande namn av Asa Gray. Badusa corymbifera ingår i släktet Badusa och familjen måreväxter.

## Underarter
Arten delas in i följande underarter:
- B. c. biakensis
- B. c. corymbifera